# Revest-des-Brousses
Revest-des-Brousses ist eine südfranzösische Gemeinde mit 264 Einwohnern (Stand 1. Januar 2022) im Département Alpes-de-Haute-Provence in der Region Provence-Alpes-Côte d’Azur. Sie gehört zum Arrondissement Forcalquier und zum Kanton Reillanne.

## Geografie
Der Dorfkern liegt auf 620 m. 1218 Hektar der Gemeindegemarkung sind bewaldet. Die angrenzenden Gemeinden sind Ongles im Nordosten, Limans und Mane im Osten, Saint-Michel-l’Observatoire im Südosten, Aubenas-les-Alpes im Süden, Vachères im Südwesten und Banon im Nordwesten.

## Bevölkerungsentwicklung
| Jahr      | 1962 | 1968 | 1975 | 1982 | 1990 | 1999 | 2008 | 2016 |
| --------- | ---- | ---- | ---- | ---- | ---- | ---- | ---- | ---- |
| Einwohner | 172  | 162  | 139  | 149  | 151  | 200  | 248  | 270  |

## Sehenswürdigkeiten

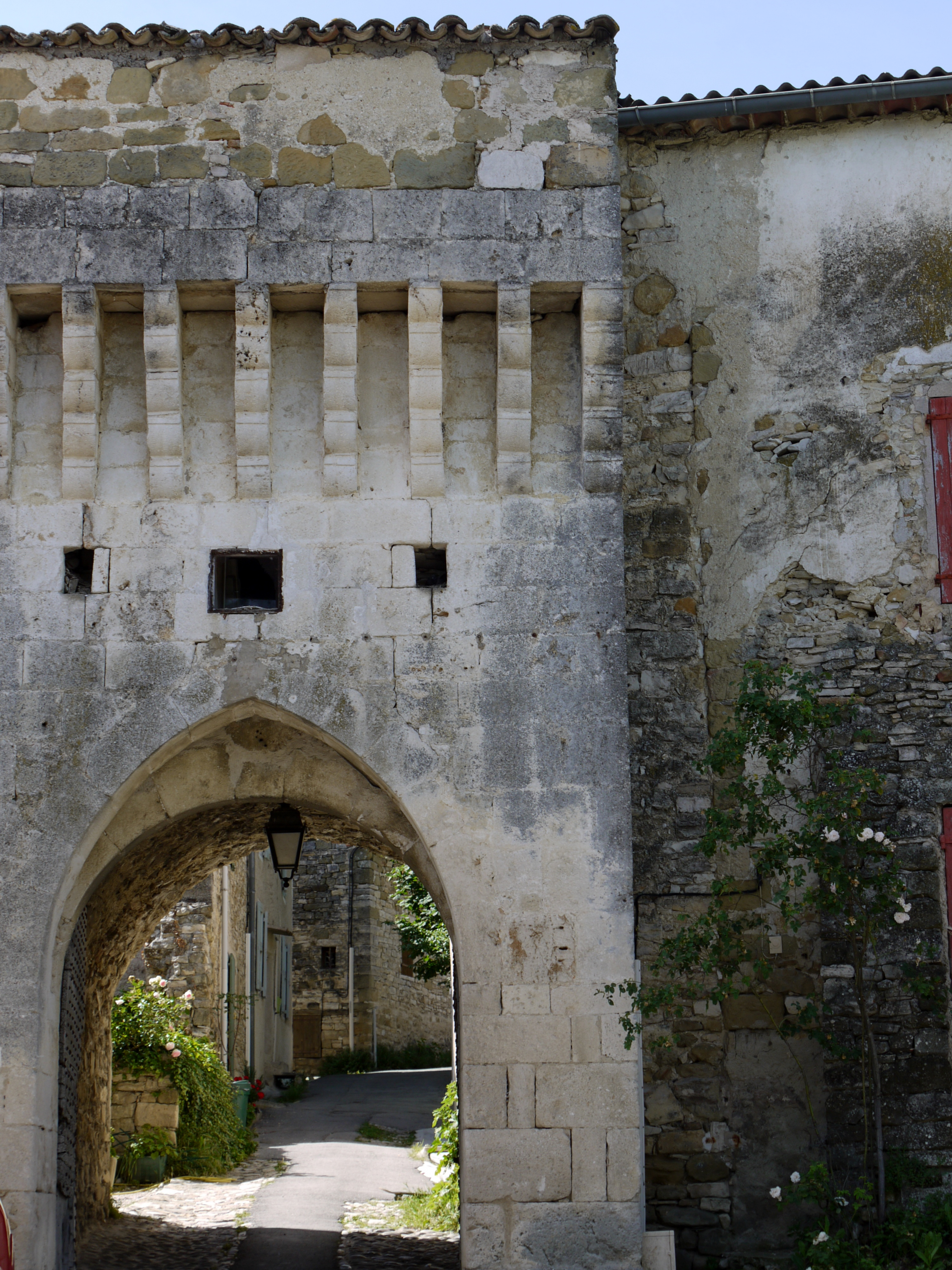
Portail des Mourres

- Überreste der mittelalterlichen Befestigungsmauer mit Tor (portail des Mourres), Monument historique
- Château de Pontevez
- Château de Sylvabelle, erbaut im 17./18. Jahrhundert mit einem Taubenturm
- Mairie (ehemaliges Château aus dem 17. Jahrhundert)